# 二本松信用金庫
二本松信用金庫（にほんまつしんようきんこ、英語：Nihonmatsu Shinkin Bank）は、福島県二本松市に本店を置く信用金庫である。キャッチフレーズは、「ナイスコミュニケーション」である。
福島県内すべての信用金庫では、セブン銀行（片乗り入れ）・イオン銀行と提携しているが、当金庫では新銀行東京には提携していない。

## 沿革
- 1948年（昭和23年）7月 - 二本松信用組合を設立する。
- 1952年（昭和27年）2月 - 信用金庫法に基づき、二本松信用金庫となる。
- 2016年（平成28年）2月1日 - 二本松市の指定金融機関受託を開始[1]。